# إم جوناثان لي
إم جوناثان لي (بالإنجليزية: M Jonathan Lee)‏ (5 أبريل 1974)؛ روائي بريطاني.